# Henri II Gros de Brancion
Henri II Gros de Brancion, (? - avant 1203), seigneur d'Uxelles, de Brancion, Sauvigney, Beaumont et Marcenay.

## Biographie
Il est le fils de Josserand III Gros de Brancion et d'Alix de Chalon.
Il fait plusieurs donations à l'Abbaye de La Ferté.

## Mariage et succession
Il épouse Béatrix, dame d'Uxelles, (? - après 1228), fille de Barthélemy, seigneur de Vignory, et d'Helvide de Brienne, de qui il a :
- Jocerand IV Gros de Brancion,
- Étienne, (? - 1236), prieur de Souvigny puis abbé de l'abbaye de Cluny de 1230 à 1233,
- Barthélemy, évêque de Cinq-Églises (Pécs) de 1219 à 1252,
- Henri Gros, seigneur d'Uxelles,
- N... .